# Berre (Drôme)
Pour les articles homonymes, voir Berre.
La Berre est un affluent du Rhône (rive gauche), dont le cours est entièrement inclus dans le département de la Drôme.

## Géographie
De 28,3 km de long, elle prend se source sous le col de la Croix (671 m), au pied du mont Rachas (698 m), au voisinage de la montagne de la Lance, dans les Préalpes drômoises.
Elle traverse le bois de Taulignan, passe au pied de Grignan, et rejoint la vallée du Rhône au nord de la plaine de Pierrelatte. La construction du canal de Donzère-Mondragon a intercepté le cours de la Berre, qui autrefois poursuivait jusqu'au Rhône et se jetait dans un bras du fleuve à la hauteur de l'île des dames. Son parcours actuel mesure 53 kilomètres (ancien 58 km), pour un dénivelé total de plus de 600 mètres, soit une pente moyenne supérieure à 1 pour mille.

## Affluents
- Ravin des Grailles (V4540500)
- Ravin des Enrebutes (V4540520)
- Ravin des Seynières (V4540540)
- Ruisseau de Font Pourchère (V4540560)
- Le Bérou (V4541000)
- Ruisseau d'Aleyrac (V4540580)
- Ravin de Rieu-Chazal (V4540600)
- Ruisseau de la Grande Combe (V4540620)
- Ravin de Sarson (V4541020)
- Ravin des Prades (V4541040)
- Ruisseau de la Gaffe (V4540640)
- Ravin de la Valadière (V4541060)
- Ravin des Tromples (V4541080)
- Ravin de Saint-Maurice (V4541100)
- Ravin de la Rialle (V4541120)
- Ravin de Crespias (V4541140)
- Vence
- Ravin des Echaravelles (V4560500)